# Phare de Talamone
Le phare de Talamone (en italien : Faro di Talamone) est un phare actif situé à Talamone, une frazione de la commune de Orbetello (province de Grosseto), dans la région de Toscane en Italie. Il est géré par la Marina Militare.

## Histoire
Le premier phare, mis en service en 1865 par la Regia Marina, était situé sur un promontoire rocheux au sud de Talamone. Détruit durant la Seconde Guerre Mondiale, il a été reconstruit en 1947. Il est attaché au bastion sud, en bord de mer, de la forteresse aldobrandesque construite par la famille Aldobrandeschi au XIIIe siècle. La maison de gardien sert désormais de clubhouse au centre nautique local. Il est entièrement automatisé et alimenté par le réseau électrique.

## Description
Le phare  est une tour quadrangulaire en maçonnerie de 18 m de haut, avec terrasse et petite lanterne, en coin de la forteresse. La tour est peinte en blanc et le dôme de la lanterne circulaire est gris métallique.
Il émet, à une hauteur focale de 30 m, deux éclats blancs d'une seconde par période de 10 secondes. Sa portée est de 15 milles nautiques (environ 28 km) pour le feu principal et 11 milles nautiques (environ 20 km) pour le feu de veille.
Identifiant : ARLHS : ITA-166 ; EF-2140 - Amirauté : E1476 - NGA : 9060 .

## Caractéristiques du feu maritime
Fréquence du feu maritime : 10 secondes (W-W)
- Lumière : 1 seconde
- Obscurité : 2 secondes
- Lumière : 1 seconde
- Obscurité : 6 secondes

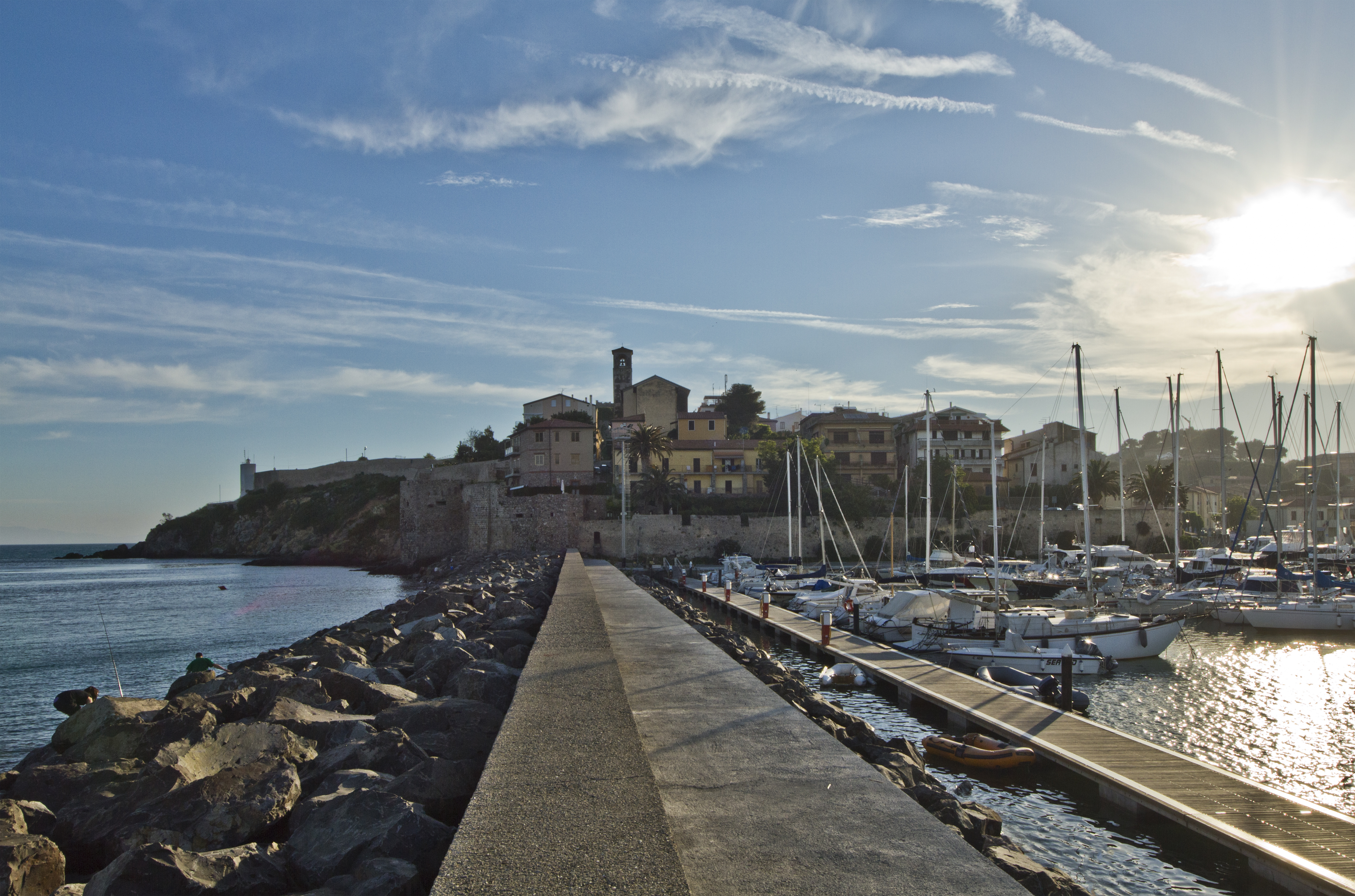
Talamone.
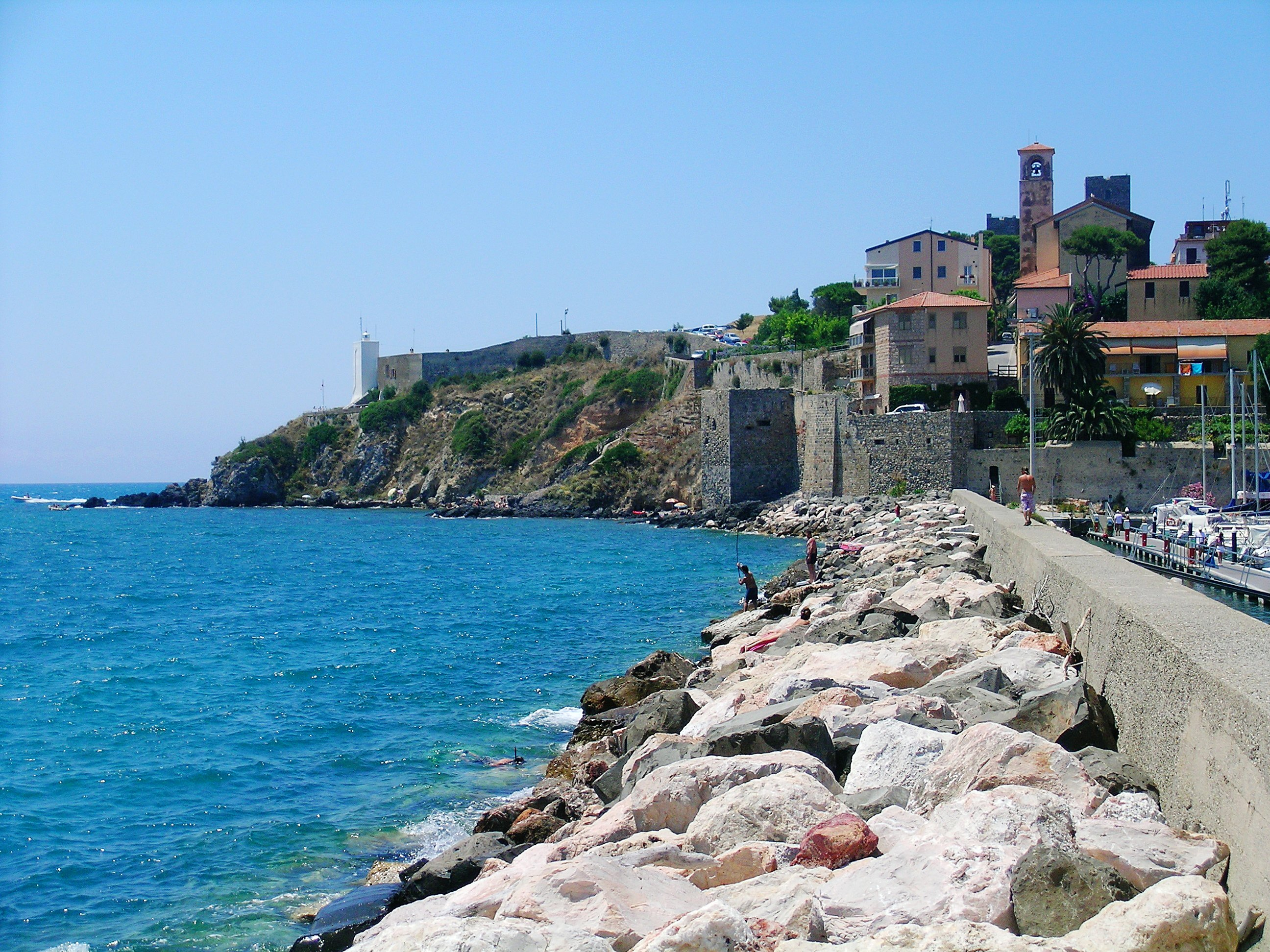
Le phare.

### Lien connexe
- Liste des phares de l'Italie